# Ehring (Riekofen)
Ehring ist eine Gemarkung und war bis Jahresende 1971 eine Gemeinde im Oberpfälzer Landkreis Regensburg (Bayern).

## Geographie
Die Gemarkung hat eine Fläche von 524,19 Hektar und liegt vollständig auf dem Gebiet der Gemeinde Riekofen. Auf ihr liegen deren Gemeindeteile Hartham, Oberehring und Unterehring.

## Geschichte
Die Gemeinde Ehring wurde durch das bayerische Gemeindeedikt von 1818 begründet. Die Gemeinde im Landkreis Regensburg wurde im Zuge der Gebietsreform in Bayern zum Jahresbeginn 1972 in die Gemeinde Riekofen eingegliedert. Sie bestand aus den drei Gemeindeteilen Hartham, Oberehring und Unterehring. Der Sitz der Gemeindeverwaltung war in Oberehring. Im Jahr 1964 hatte die Gemeinde eine Fläche von 521,12 Hektar. Die Einwohnerzahl lag 1961 bei 147 Einwohnern, 1970 waren es 133 Einwohner. Den höchsten Einwohnerstand hatte die Gemeinde im Jahr 1946 mit 259 Einwohnern.